# Spodiopsar sericeus
Spodiopsar sericeus é uma espécie de passeriforme da família Sturnidae.
Pode ser encontrada nos seguintes países: China, Hong Kong, Japão, Coreia do Sul, as Filipinas, Taiwan e Vietname.